# Racing FC Gonaïves
Racing FC Gonaïves is een Haïtiaanse voetbalclub uit de stad Gonaïves. De club werd één keer landskampioen.

## Erelijst
Landskampioen
1996

## CONCACAF
- CONCACAF Champions Cup (3 keer meegedaan):

1985: uitgeschakeld in de eerste ronde tegen Golden Star uit Martinique
1993: uitgeschakeld in de eerste ronde tegen Aiglon du Lamentin uit Martinique
1994: teruggetrokken in de eerste ronde tegen AK Regina uit Frans-Guyana
- CONCACAF Cup Winners Cup (1 keer meegedaan):

1991: 4e plaats